# Sven Åberg (Flötist)
Sven Åberg (* 14. November 1951) ist ein schwedischer Flötist und Dirigent.

## Leben
Sven Åberg erhielt 1975 ein Debutstipendium der Medborgarskolan und studierte von 1975 bis 1978 an der Musikhochschule Göteborg Flöte bei Gérard Schaub (* 1931) und Dirigieren bei Lars Benstorp (* 1938). Von 1981 bis 1982 studierte er Flöte bei Raymond Guiot in Paris. Von 1994 bis 1997 studierte er Dirigieren bei Jorma Panula. In Stockholm unterrichtete er am Stockholms Musikpedagogischen Institut, SMI, am Kulturama, an der Statens normalskola, und der Birkagårdens folkhögskola. Von 2003 bis 2007 war er Dozent am Ålands Musik Institut, AMI in den Fächern Kammermusik, Dirigieren und im Instrumentalfach Querflöte. Seit 2008 unterrichtete er Querflöte am Nordiska musikgymnasiet.
Von 1978 bis 1982 war er Soloflötist beim Norrlandsoperans symfoniorkester in Umeå. Ab 1982 war er freischaffender Künstler als Kammermusiker und Solist bei verschiedenen Orchesterproduktionen. Seit 1998 ist er Dirigent des Stockholms Stråkensemble [Streicherensemble Stockholm]. Er war bei mehreren Produktionen für Sveriges Radio beteiligt. Viele schwedische Komponisten haben ihm Werke gewidmet, wie Ingvar Karkoff (* 1958), Johan Hammerth (* 1953), Maurice Karkoff (1927–2013), Arne Löthman (* 1953) und Håkan Theorin (* 1953). Tournee führten ihn durch Schweden, Europa und Japan. 

## Einspielungen
- Nukonserter. Kinga Práda, Flöte; Nils Erik Sparf, Violine; Streicherensemble Stockholm; Leitung: Sven Åberg. Eingespielt bei NOSAG Records, 2006; I Csaba Deák (1932–2018): Konzert für Flöte und Streicher, 2005; II Johan Hammerth: Strings and largo, 2002; III Ingvar Karkoff: Konzert für Flöte und Streicher, 1989; IV Johan Hammerth: Kammerkonzert, 1994; V Martin Larson (* 1967): Lucifer, probleme die lügerin (Dirigent: Stellan Sagvik (* 1952))